# Un certo Marconi
Un certo Marconi è un film per la televisione del 1974 diretto da Sandro Bolchi, su sceneggiatura di Diego Fabbri e Benvenuto Garone, incentrato sulla vita dell'inventore e imprenditore italiano Guglielmo Marconi.

## Trama
1937: il giornalista televisivo statunitense Sid Ross giunge in Italia per conoscere e intervistare il premio Nobel Guglielmo Marconi. A bordo dell’Elettra, l'intervistatore non conoscerà soltanto l'inventore, ma anche un uomo solitario, ironico, un artigiano che sente di chiudere un'epoca prima dell'avvento dell'équipe scientifica che spersonalizza il singolo trasformandolo in rotella di un ingranaggio.

## Produzione
Per il ruolo di Marconi, Bolchi scelse Gualtiero De Angelis, doppiatore e voce ufficiale di James Stewart, Errol Flynn, e tanti altri. Per De Angelis è il debutto come attore protagonista.
In fase di scrittura, gli autori si avvalsero della consulenza scientifica del tenente colonnello Franco Cremona.

### Riprese
Il campo militare in cui il giornalista si reca a inizio film è la spiaggia di Torvaianica. Le scene dell'Elettra furono girate a La Spezia; per rappresentare il panfilo marconiano fu utilizzata la Rampino (A 5309); le cabine interne della nave furono ricostruite in studio. La lavorazione durò un mese.

## Distribuzione
Il film venne trasmesso sul Programma Nazionale il 18 dicembre 1974 alle 20:40.